# میشال پیروگ
میشال پیروگ (انگلیسی: Michał Piróg؛ زادهٔ ۲۸ مهٔ ۱۹۷۹) رقصنده، طراح رقص، بازیگر و مجری تلویزیون اهل لهستان است.

## زندگی و حرفه
او از دبیرستان سیپریان نوروید فارغ التحصیل شد و   در دانشگاه یاگیلونیا در کراکوف، فلسفه خواند. او یک رقصنده خودآموخته است. در ۱۹ سالگی به عنوان رقصنده در تئاتر رقص کیلچه شروع به کار کرد. او در تئاتر و تولیدات تلویزیونی متعددی از جمله اجرای باله شیکاگو در تئاتر کومدیا در ورشو ظاهر شده است.
او آشکارا همجنسگرا است.